# Salvatore Murena
Salvatore Murena (Napoli, 8 agosto 1805 – Roma, 11 agosto 1867) è stato un magistrato e politico italiano.
Salvatore Murena fu una delle più note e discusse figure della classe dirigente borbonica. Vero e proprio irriducibile nel panorama politico della fine del regno delle Due Sicilie, da ministro di Ferdinando II ne rappresentò, insieme al presidente del Consiglio Ferdinando Troya, l'ala monarchica. Nell'esilio seguito all'Unità d'Italia, impersonò, insieme alla regina madre Maria Teresa, il "partito puro e sanfedista" contrapposto a quello "costituzionalista" di cui il primo ministro Pietro Calà Ulloa era il maggior esponente. Nel suo diario romano d'esilio, quest'ultimo, dando notizia della morte del Murena, suo avversario politico, lo definirà debole amministratore, da ministro remissivo nei confronti del sovrano ma orgoglioso; lo riconobbe d'altra parte dotato di grande cultura letteraria, di larga e solida preparazione, di sano giudizio nel diritto, esemplare magistrato.

## Biografia
Nacque da Filippo, dottore in Legge, discendente da nobile famiglia di Solofra nel Principato Ultra e da Anna Maria Biancolella, nobile di Aversa. Aveva tra i suoi avi il giureconsulto e filosofo Massimiliano Murena (1728-1781). Laureatosi a diciannove anni in Legge, per tutta la sua vita rimase un appassionato cultore degli studi classici. Entrato per concorso con la carica di ufficiale nella Suprema corte di Giustizia, nel 1836 fu nominato giudice presso il tribunale di Santa Maria Capua Vetere. Nel 1839 fu promosso alla Gran Corte civile di Catania e distaccato presso l’Intendenza per occuparsi dell’abolizione dei diritti promiscui dove acquistò fama di magistrato incorruttibile fino ad alienarsi la simpatia dei grandi proprietari terrieri. In quella città, nel 1843, sposò Antonietta Parisi, figlia del marchese Giuseppe, Intendente di Catania, poi ministro dell’Interno del regno. Nel 1846 Salvatore Murena venne nominato Intendente di Caltanissetta dove riuscì a mantenere l’ordine dopo lo scoppio dei moti del ’48 fino al mese di febbraio, quando fu costretto a riparare a Napoli. Richiamato nello stesso anno alla Gran corte civile di Napoli, fu relatore di una sentenza che sanzionò il diritto delle prede marittime in occasione della cattura di alcuni piroscafi che trasportavano rivoltosi armati nella Sicilia insorta. Nominato nel giugno 1849 Intendente di Reggio Calabria, nel novembre di quell’anno ebbe la nomina a direttore con referenda e firma del ministero dell’Interno; in occasione del violento terremoto di Melfi in Lucania, nel 1851, sarà lui ad organizzare di fatto l'intera macchina degli aiuti mentre durante l’epidemia scoppiata a Napoli nel 1854 si distinguerà per il coraggio nel soccorrere i colerosi. Nel novembre dello stesso anno fu nominato direttore del Ministero dei Lavori pubblici: nel corso del suo mandato promuoverà la bonifica del fiume Volturno, i lavori per i porti di Bari e di Brindisi, a Napoli l’apertura della strada panoramica Maria Teresa, ora corso Vittorio Emanuele, l’affidamento dei lavori della ferrovia Napoli-Brindisi e della Napoli-Abbruzzi[2]. Nel marzo 1856 il Murena venne nominato ministro segretario di Stato delle Finanze, dicastero che resse con oculatezza e nel sincero convincimento politico che l’assolutismo del sovrano fosse la garanzia migliore per il benessere del popolo. Fu l’autore, unitamente al presidente del Consiglio, Troya, del proclama pronunciato da Francesco II il 22 maggio 1859, in occasione della sua ascesa al trono. Morto Ferdinando II venne meno il favore di cui Salvatore Murena aveva goduto: non riconfermato nel nuovo governo Filangieri, nel giugno di quell'anno il nuovo re lo nominava presidente della Consulta dei Reali Domini al di qua del Faro, conservandogli però grado, onore e stipendio di Ministro Segretario di Stato; tuttavia la favorevole opinione del Murena a far succedere sul trono delle Due Sicilie il conte di Trani, fratello secondogenito del re, i suoi rapporti con la regina vedova Maria Teresa e i suoi incrollabili principi politici fecero sì che non potesse mai occupare quel posto. Nell’agosto diede le dimissioni, allorché gli venne affidata la prima cattedra di Diritto amministrativo all’ Università di Napoli. Con la concessione della Costituzione e l’avvento del governo Spinelli nel giugno 1860 iniziò la sistematica rimozione di tutte le figure legate al passato regime: Salvatore Murena, fedelissimo ai principi politici che avevano ispirato il defunto sovrano, fu collocato definitivamente a riposo; invitato a domiciliarsi fuori dalla capitale, dové trasferirsi a Gaeta, dove scortò personalmente la regina vedova. Ad agosto dello stesso anno, a causa del nuovo assetto voluto da Liborio Romano, abbandonerà il Regno per stabilirsi a Roma. Sotto la protezione degli ambienti vaticani, diventato avvocato della Sacra Rota, inizierà un’incessante attività nel contesto dei rifugiati napoletani, volta a contrastare la tendenza liberal costituzionale inaugurata da Francesco II con l’atto sovrano del giugno 1860. Colpito dal colera che imperversava a Roma, si spense in quella città l’11 agosto 1867.

## Onorificenze
Onorificenze del Regno delle Due Sicilie
Balì gran croce del Sacro militare ordine costantiniano di San Giorgio

## Onorificenze straniere
Commendatore dell’Ordine di San Gregorio Magno (Stato pontificio)
Cavaliere di gran croce dell’ordine del Dannebrog (Regno di Danimarca)

## Opere
- Il diritto di accessione sulle cose mobili, Napoli: Dalla tipografia dell’Ateneo, 1836;
- Inscriptionum sylloge, Neapoli: ex Typis Fibrenianis, 1848;
- Del diritto alle prede e alle riprese nelle guerre miste: avviso del consiglio delle prede marittime e dei naufragi renduto il dì 12 di giugno 1849 nella causa tra l’Intendenza Generale della real Marina e la compagnia della navigazione a vapore del Regno delle Due Sicilie, in ordine alla cattura del Piroscafo di ferro il Vesuvio, Napoli: 1849;
- Versi del chiarissimo commendatore D. Salvatore Murena ministro segretario di stato delle Reali Finanze ed un’umile risposta ai medesimi, Napoli: Tip. A. Festa, 1856;
- In obitu Ferdinandi II, Utriusque Siciliae regis: inscriptiones, Neapoli: ex Vanni Typographeo, 1859;
- Syntagma inscriptionum operum publicorum quae Ferdinando secundo Borbonio Siciliarum rege curante ac perficiente excitata condita refecta sunt auctore Salvatore Muraena, Neapoli: ex regia thypographia, 1860;
- Lezioni di Diritto amministrativo, Napoli: dalla Stamperia reale, 1860;
- Il principio di autorità e le tendenze del secolo, Losanna, 1861 (pubblicato anonimo)